# Handlungskompetenz
Handlungskompetenz ist ein nicht einheitlich definierter Begriff, dessen Inhalte sich aus den vielseitigen Bedeutungen der Kompetenz ableiten lassen. Er wird etwa in der Personalentwicklung, der Pädagogik oder auch der Psychologie gebraucht. Im deutschen Bildungssystem wurde, in der Folge von und als Reaktion auf die PISA-Untersuchungen, die Förderung von Kompetenzen (in Abgrenzung zur bloßen Wissensvermittlung) als Ziel in den heute gültigen Lehrplänen festgeschrieben. Maßgeblich ist in diesem Zusammenhang die sogenannte „Klieme-Expertise“ von 2003, auf deren Basis die KMK-Bildungsstandards entwickelt wurden. In diesem Zusammenhang hat sich eine Definition des Psychologen F. E. Weinert durchgesetzt: „die bei Individuen verfügbaren oder durch sie erlernbaren kognitiven Fähigkeiten und Fertigkeiten, um bestimmte Probleme zu lösen, sowie die damit verbundenen motivationalen, volitionalen und sozialen Bereitschaften und Fähigkeiten, um die Problemlösungen in variablen Situationen erfolgreich und verantwortungsvoll nutzen zu können“ (Franz E. Weinert: ) Eine Definition der Kultusministerkonferenz lautet:

„Handlungskompetenz wird verstanden als die Bereitschaft und Befähigung des Einzelnen, sich in beruflichen, gesellschaftlichen und privaten Situationen sachgerecht durchdacht sowie individuell und sozial verantwortlich zu verhalten. Handlungskompetenz entfaltet sich in den Dimensionen von Fachkompetenz, Selbstkompetenz und Sozialkompetenz.“

## Personalentwicklung und Pädagogik
In Anlehnung an die Linguistik Noam Chomskys führte der Handlungsregulationstheoretiker Volpert (1974) die „Handlungskompetenz“ ein und definierte „effizientes Handeln als stabil-flexibel“.
Erpenbeck/Rosenstiel (2003) verstehen unter „Aktivitäts- und umsetzungsorientierten Kompetenzen“ das „Vermögen, (…) alle anderen Kompetenzen – personale, fachlich-methodische und sozial-kommunikative – in die eigenen Willensantriebe zu integrieren und Handlungen erfolgreich zu realisieren.“
Der Deutsche Qualifikationsrahmen (DQR) definiert [Handlungs-]Kompetenz als „die Fähigkeit und Bereitschaft des Einzelnen, Kenntnisse und Fertigkeiten sowie persönliche, soziale und methodische Fähigkeiten zu nutzen und sich durchdacht sowie individuell und sozial verantwortlich zu verhalten.“
Handlungskompetenz wird mit den Kompetenzen
- Fachkompetenz,
- Soziale Kompetenz,
- Selbstkompetenz erreicht.[3][8]

Die Kompetenzen Methodenkompetenz, kommunikative Kompetenz und Lernkompetenz „sind immanenter Bestandteil von Fachkompetenz, Selbstkompetenz und Soziale Kompetenz.“
Im handlungsorientierten Unterricht sollen die Schüler oder Studenten Handlungskompetenz(en) für die außer- und nachschulische Lebenswelt entwickeln. Methodisch wird dieses Ziel über ein aufgaben- und ergebnisorientiertes learning by doing bzw. learning through interaction – oft in Partner- oder Gruppenarbeit – angegangen, das auch die emotionale Seite der Schüler anspricht und damit ihre sozial-affektiven Kompetenzen fördert.
In der „Handreichung für die Erarbeitung von Rahmenlehrplänen der Kultusministerkonferenz für den berufsbezogenen Unterricht in der Berufsschule …“ vom September 2011 wird die Entwicklung von Handlungskompetenz als Bildungsziel aufgeführt. Handlungskompetenz wird in die Dimensionen: Fachkompetenz, Selbstkompetenz (vorher als Humankompetenz bezeichnet) und Soziale Kompetenz unterteilt. Ein ausgewogenes Zusammenwirken dieser drei Kompetenzdimensionen ergibt die Voraussetzung für weitere Kompetenzbegriffe (Akzentuierungen): Methodenkompetenz, kommunikative Kompetenz und Lernkompetenz.
Der Begriff der Handlungskompetenz wird häufig mit der beruflichen Handlungsfähigkeit verwechselt. Während die Handlungskompetenz keine einheitliche Definition genießt, ist die berufliche Handlungsfähigkeit im Berufsbildungsgesetz (BBiG) sowie den damit zusammenhängenden Aus- und Fortbildungsverordnungen verankert. Ziel der beruflichen Bildung ist hiernach, alle notwendigen Fertigkeiten, Kenntnisse und Fähigkeiten zu vermitteln, die zum selbständigen Planen, Durchführen und Kontrollieren berufstypischer Prozesse befähigen.

## Psychologie
Die Verlagerung des Begriffes Handlungskompetenz in die Diskussion um Bildungspolitik verstellt oft die Sicht darauf, dass Handeln und der Erwerb von Handlungskompetenz vor allem ein psychologisch-pädagogischer Begriff ist, dessen konkrete Ausgestaltung eng mit der individuellen Entwicklung des Menschen zusammenhängt. Das haben schon Untersuchungen von René Spitz gezeigt: Säuglinge, die nicht die Möglichkeit der Interaktion mit erwachsenen Personen hatten, waren später und u. U. ihr Leben lang in ihrem Sozialverhalten (sehr) gestört, je nach Situation und Möglichkeit der Interaktion mit Bezugspersonen. Ähnliches wurde auch in Tierversuchen nachgewiesen (F. W. Harlow).
Bei der Interaktion des Individuums mit der (Um)Welt entwickelt sich in jedem Individuum so etwas wie eine persönliche Orientierung, in der die Lernergebnisse und ihre strategische Bedeutung für das Handeln des Individuums angelegt sind. So hat jeder Mensch in jeder Situation je unterschiedliche Orientierungen von der Situation und ihrer Bedeutung. Danach und auf der Grundlage dieser Hintergründe interpretiert er die (soziale) Situation. Entsprechend orientieren sich das Handeln bzw. die konkreten Handlungssequenzen daran. Die Orientierung findet jedoch fortwährend und beim gesunden Menschen permanent statt. Man könnte das die Dynamik der individuellen Orientierung oder der Handlungsplanungen nennen.

### Monographien
- Schlüsselkompetenzen der Sozialen Arbeit für die Tätigkeitsfelder Sozialarbeit und Sozialpädagogik., 4. Auflage. (Hrsg.) Deutscher Berufsverband für Soziale Arbeit e. V. Wochenschauverlag, Schwalbach am Taunus 2013, ISBN 978-3-89974-437-8.
- Handreichung für die Erarbeitung von Rahmenlehrplänen der Kultusministerkonferenz (KMK) für den berufsbezogenen Unterricht. (Stand 5. Februar 1999)
- Handreichung für die Erarbeitung von Rahmenlehrplänen der Kultusministerkonferenz (KMK) für den berufsbezogenen Unterricht in der Berufsschule … und anerkannte Ausbildungsberufe. (Stand 15. September 2000)
- Handreichung für die Erarbeitung von Rahmenlehrplänen der Kultusministerkonferenz (KMK) für den berufsbezogenen Unterricht in der Berufsschule und ihre Abstimmung mit Ausbildungsordnungen des Bundes für anerkannte Ausbildungsberufe. (Stand 23. September 2011); kmk.org (PDF)
- Werner G. Faix u. a.: Führung und Persönlichkeit. Personale Entwicklung. Verlag Moderne Industrie, Landsberg/Lech 1995, ISBN 3-478-35230-4.
- Werner G. Faix, Angelika Laier: Soziale Kompetenz. Wettbewerbsfaktor der Zukunft. Gabler, Wiesbaden 1996, ISBN 3-409-23805-0.
- Johannes Reitinger: Unterricht, Internet, Kompetenz. Empirische Analyse funktionaler und didaktischer Kompetenzen zukünftiger PädagogInnen auf der Basis eines konkretisierten Handlungskompetenzmodells. Shaker Verlag, Aachen 2007, ISBN 978-3-8322-6175-7 (zugl. Dissertation, Universität Passau, 2007).
- Lauren Slater: Von Menschen und Ratten, Die berühmten Experimente der Psychologie. Beltz Verlag, Weinheim 2005, S. 174–202 (Harry Harlow).
- René A. Spitz: Vom Säugling zum Kleinkind. Naturgeschichte der Mutter-Kind-Beziehung im ersten Lebensjahr. Klett-Cotta, Stuttgart 2005, ISBN 3-608-91823-X.

### Aufsätze
- Reinhard Bader: Konstruieren von Lernfeldern. In: Peter F. Sloane u. a. (Hrsg.): Lernen in Lernfeldern. Theoretische Analysen und Gestaltungsansätze zum Lernfeldkonzept. Edition Eusl, Markt Schwaben 2000, ISBN 3-933436-22-2; learn-line.nrw.de (PDF)
- Harry F. Harlow: Das Wesen der Liebe. In: Otto M. Ewert: Entwicklungspsychologie I. Kiepenheuer & Witsch, Köln 1972, ISBN 3-462-00865-X.
- Norbert Kühne: Interaktion als Förderung. In: Norbert Kühne (Hrsg.): Praxisbuch Sozialpädagogik. Band 7. Bildungsverlag EINS, Troisdorf 2009, ISBN 978-3-427-75415-2